# Oikopleura dioica
Oikopleura dioica là một loài động vật nhỏ ở biển, thuộc nhóm sống đuôi, là một trong các loài động vật nổi sinh sống phổ biến ở tầng nước mặt của hầu hết các vùng biển trên thế giới. Loài này được phát hiện và công bố từ năm 1846, nhưng danh pháp hai phần hiện dùng chính thức do Fol công bố từ năm 1872, nên tên hiện nay là Oikopleura dioica Fol, 1872.  Loài này đã được sử dụng làm sinh vật mô hình trong sinh học phát triển.

## Đặc điểm nổi bật
- Mỗi cá thể trông thoáng qua giống như một con nòng nọc. Cơ thể gồm hai phần rõ rệt (xem hình): thân có hình trứng dài khoảng 0,5 đến 1,3 mm; còn đuôi mảnh dài 2 đến 4 mm (chiều dài của đuôi thường gấp bốn lần chiều dài cơ thể). Miệng có môi dưới nhỏ.
- Cơ thể cấu tạo đơn giản, số tế bào rất ít.
- Loài này có hiện tượng phân hoá giới tính (sexual differentiation) rõ rệt trong khi tất cả các loài khác cùng nhóm Appendicularia lại không có. Buồng trứng của con cái hoặc tinh hoàn của con đực ở phía sau thân.[4]

## Tập tính
Cứ sau ba hoặc bốn giờ, O. dioica tạo ra một lớp chất nhầy bao quanh cơ thể của nó, như một "ngôi nhà". Nó ăn theo kiểu lọc: nước được bơm và "ngôi nhà" này chứa các hạt thức ăn nhỏ, được lọc ra khỏi nước và sau đó được chuyển vào miệng, phần nước thừa tống ra ngoài. Khi "ngôi nhà" đã quá nhiều lớp, có thể bị tắc không thể lọc tiếp, thì nó sẽ "lột" bỏ, rơi xuống đáy biển như "tuyết biển".

## Trong nghiên cứu
- O. dioica được sử dụng làm một sinh vật mô hình, vì có cấu tạo cơ thểkế hoạch cơ thể chordate điển hình, dễ nuôi và sinh sản nhiều, thời gian thế hệ ngắn (chỉ là bốn ngày) ở 20 °C (68 °F).
- Cơ thể nó trong suốt nên dễ quan sát, cấu tạo đơn giản vì mới nở chỉ gồm 550 tế bào.[5] Bộ gen đã được giải trình tự và chứa khoảng 15.000 gen, bằng non nửa các động vật có dây sống đơn giản. So sánh bộ gen của nó với bộ gen của các nhóm khác sẽ giúp xác định các gen xuất hiện sớm trong dòng dõi động vật có xương sống.[6]
- Tại Trung tâm Sinh học Phân tử Biển Quốc tế Sars, các nhà nghiên cứu đã tiến hành cho O. dioica giao phối gần, tạo ra các dòng lai cận huyết. Nhờ đó, đã phát hiện một số cơ sở phân tử của một vài quá trình phát triển của nó, cũng đã thấy rằng nhiều điểm giống hệt nhau giữa dạng có dây sống đơn giản nhất này với những động vật có xương sống bậc cao, ví dụ như vai trò của gen brachyury và gen PAX2. Nhờ vậy, các quá trình phức tạp trong sự phát triển của dây sống, sự di cư tế bào mầm thần kinh cũng như sự biệt hóa hệ thần kinh trung ương được nghiên cứu trong phòng thí nghiệm.[7]

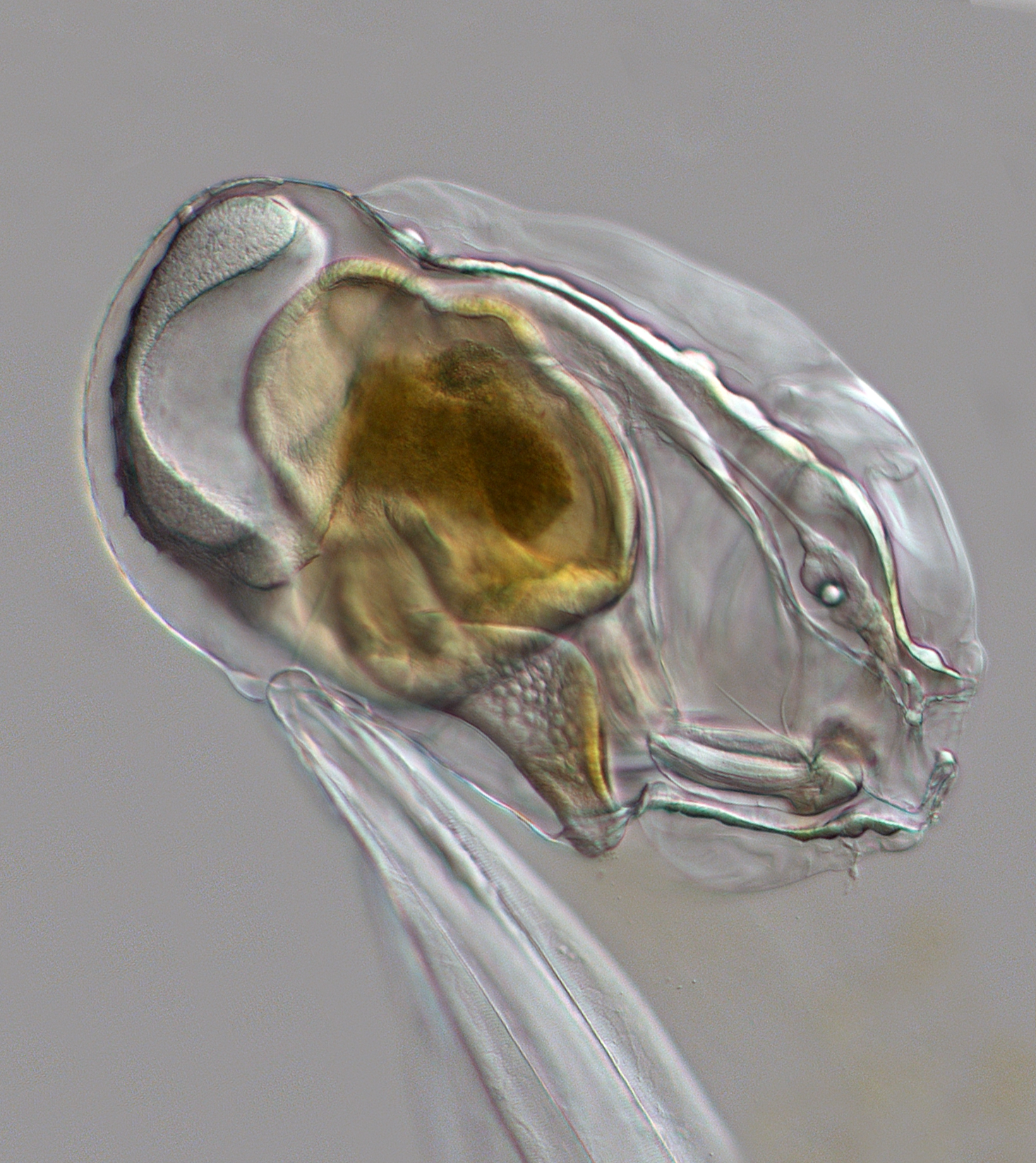
Ảnh chụp dưới kính hiển vi có độ phân giải cao của Oikopleura dioica trưởng thành, nhưng chỉ chụp một phần đuôi.